# Castell de Sedó
El castell de Sedó és situat a la part alta de Sedó, entitat de població del municipi de Torrefeta i Florejacs. Sedó és a ponent del terme, vora la riba dreta del riu Sió i les restes del castell es troben al costat del camí que portava al recinte clos.

## Història
El poble de Sedó es va conquerir a inicis del segle xi, pels comtes d'Urgell. La fortalesa apareix documentada per primera vegada l'any 1024, en un judici contra Guillem de Lavansa on s'esmenta la «guardia de Sadaone». És probable que aquesta guàrdia sigui la mateixa que la «guardia que dicunt de Sadavo» en el document de donació de Calaf de l'any 1015. Segons l'acta de consagració de Santa Maria de la Seu d'Urgell de l'any 1040, el castell de «Sadaonis» es considerava part integrant del terme més ampli del castell de Guissona situat al comtat d'Urgell i vinculat també a la canònica urgellesa. L'any 1063, el bisbe Guillem d'Urgell i els canonges de Santa Maria donaren en alou «ipso castro de Sadao» amb les seves esglésies i diversos drets als esposos Pere d'Udalard i Ermengarda essent testimoni de la donació Arnau Mir de Tost. El 1086, en una permuta entre Arnau Udalard i la canònica s'esmenta «in kastrum Sadaoni».
Des del segle xi consta l'existència d'una nissaga cognomenada Sedó, senyora del lloc, ben documentada el segle xii. El 1145, Pere Hug de Sedó infeudà a Bernat de Fonolleres el castell amb tots els drets que hi tenia. El 1173 en el testament sacramental de Guerau de Granyena consta que deixava a la seva filla Beatriu el lloc de Sedó i un mas situat «in castro de Sadaon» al monestir de Poblet, llegat confirmat el 1174 per la vídua de Guerau, Saurina.
Al segle xiii sembla que passà a domini reial. El 1379, Sedó, juntament amb el poble de Riber, entrava dins del veïnatge de Cervera, i al segle xvii, consta que Sedó i Riber formaven una batllia reial. El 13 de novembre de 1595, es té notícia sobre l'enderroc d'una part de la muralla de Sedó que amenaçava ruïna. Cap al 1910 es va enderrocar una part important de la torre, les pedres de la qual van servir per reconstruir Cal Regadal.

## Arquitectura
De la torre es conserven algunes filades; per les restes segurament era de planta octogonal, amb les cares desiguals però simètriques. També hi ha un tram de mur atalussat que podria correspondre a una part de la muralla; fa 5,70 metres d'amplada i està fet a base de pedra irregular relligada amb terra.